# Delphacodes oxyura
Delphacodes oxyura är en insektsart som först beskrevs av Haupt 1935.  Delphacodes oxyura ingår i släktet Delphacodes och familjen sporrstritar. Inga underarter finns listade i Catalogue of Life.